# Джъстин Гейбриъл
Пол Лойд младши (роден на 3 март 1981) е южноафрикански модел и кечист от второ поколение.
Неотдавна е освободен от WWE, където се подвизава под името Джъстин Гейбриъл. Участва в първия сезон на NXT, където завършва на 3-то място, после се присъединява към „Първична сила“, а след това е в „Разбиване“ и отново в NXT. Бил е 3-кратен отборен шампион с Хийт Слейтър, както и шампион на FCW. Състезава се за Global Force Wrestling (GFW) под името Пи Джей Блек.
- Интро песни
  - We Are One By 12 Stones (WWE) (7 юни 2010 – 10 януари 2011)
  - End Of Days By 9 Electric (WWE) (14 януари 2011 – 10 юни 2011)
  - Black Or White By Bleeding In Stereo (WWE) (24 юни 2011 – 8 юли 2011)
  - It's All About The Power By S-Preme (WWE) (15 юли 2011 – 21 юли)
  - The Rising By Jan Cyrka с участието на Tony Bricheno (29 юли 2011-момента)

## Завършващи Движения
- Цамбурване 450 (450 Splash)
- СТО (STO)
- Летящо Тяло (Springboard Crossbody)

## Титли и отличия
- Florida Championship Wrestling
  - FCW Florida Heavyweight Championship (1 път)
  - FCW Florida Tag Team Championship (1 път) – с Крис Логан

- Pro Wrestling Illustrated
  - PWI Вражда на годината (2010) – Нексъс срещу WWE
  - PWI Мразещ кечист на годината (2010) – като част от нексъс
  - PWI го класира #61 от 500-те най-добри кечисти в PWI 500 през 2011

- World Wrestling Entertainment
  - WWE Tag Team Championship (3 пъти) – с Хийт Слейтър
  - Слами награда за шокът на годината (2010) – дебюта на нексъс

- World Wrestling Professionals
  - WWP World Cruiserweight Championship (1 път)